# Clan Shimazu
El clan Shimazu (島津) o família shimazu eren els dàimios (daimyō) del han de Satsuma, que s'estenia sobre les províncies japoneses de Satsuma, Sumi i Hyga.

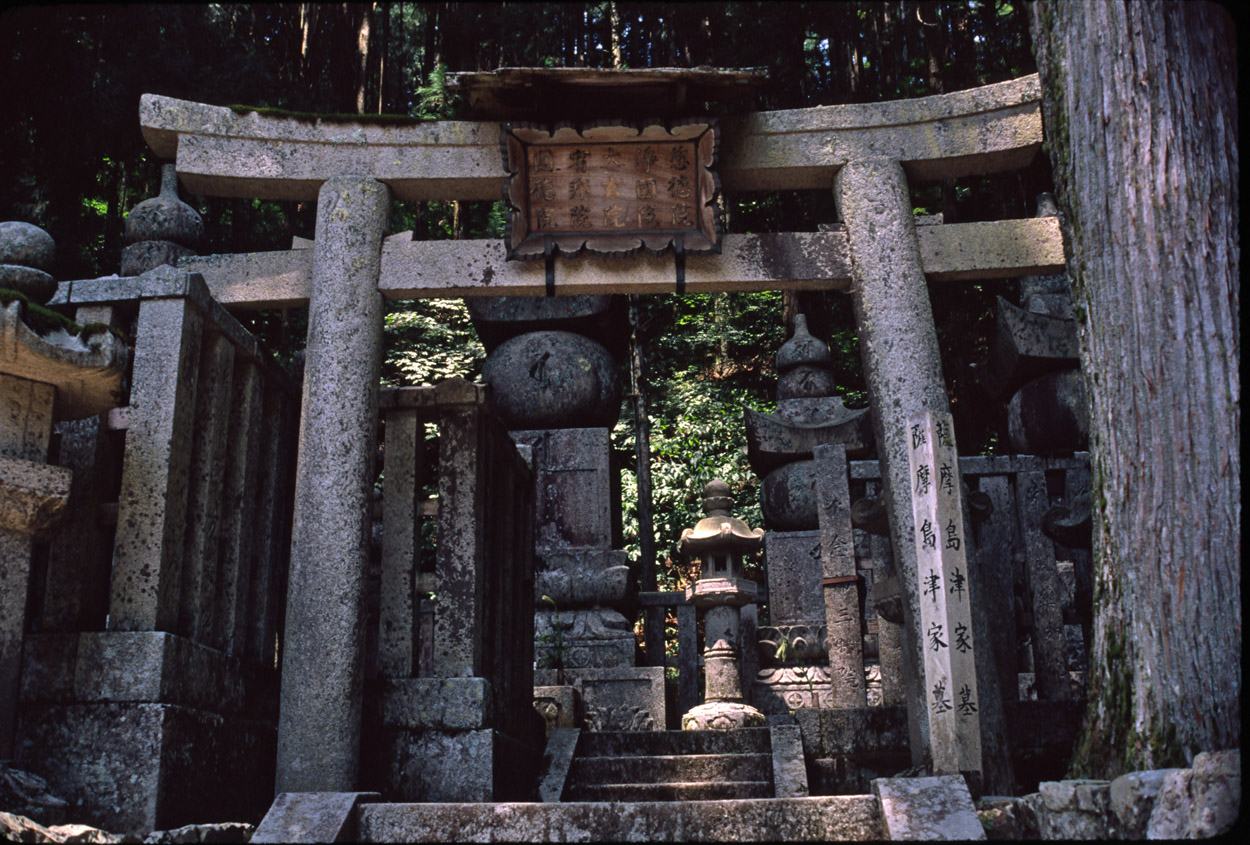
Tomba de la família Shimazu al Mont Koya.

Va ser un gran clan i summament poderós gràcies a: 
- la seva robusta economia, tant pel que fa a la producció pròpia com a les activitats comercials;
- la bona organització del govern, i de l'exèrcit;
- la gran lleialtat de les famílies a les que governaven.

## Història
Els Shimazu eren descendents de la branca Seiwa Genji del clan Minamoto. El fundador, Shimazu Tadahisa, mort el 1227, era fill del shogun Minamoto no Yoritomo (1147-1199) i la germana de Hiki Yoshikazu. L'esposa de Tadahisa era filla de Koremune Hironobu, descendent del clan Hata, d'on Tadahisa va agafar el nom.
El 1186, Tadahisa va rebre el domini de Shioda, a la província de Shinano, i després va ser nomenat shugo (守護) de la província de Satsuma. Va enviar Honda Sadachika perquè prengués possessió de la província en nom seu i, el 1189, va acompanyar Yoritomo en l'expedició a Mutsu. El 1196 va anar a Satsuma, va posar sota el seu domini les províncies de Hyga i Sumi i va construir un castell en el domini de Shimazu (Hyuga), del que n'adoptaria el nom amb què serien coneguts.
Els Shimazu van ser una de les famílies de dàimio del Període Edo que van mantenir la possessió dels seus territoris de manera contínua des del període Kamakura i, en el seu apogeu, es convertirien en una de les famílies de tozama (un tipus de dàimo), més riques i poderoses, amb un ingrés de més de 700.000 koku.
El dinovè cap del clan, Yoshihiro (1535-1619), va ser dàimio en una època de grans esdeveniments, com la batalla de Sekigahara, la creació del Shogunat Tokugawa, i el Setge d'Osaka. Tanmateix el seu nebot i successor, Shimazu Tadatsune, va ostentar un poder important durant les primeres dues dècades del segle xvii, que el 1609 va organitzar la invasió del Regne de Ryukyu, actualment la Prefectura d'Okinawa. Tokugawa ho va permetre perquè volia apaivagar els Shimazu i evitar possibles revoltes a conseqüència del succeït a Sekigahara.
Els beneficis comercials que van obtenir, i el prestigi polític de ser l'única família de dàimio que controlava tot un país estranger va assegurar i reforçar la posició d'aquesta família com una de les més poderoses del Japó en aquella època.
El trenta-unè cap del clan, Hisamitsu (1817-1887), era dàimo de Satsuma quan va tenir lloc la Guerra Boshin i la Restauració Meiji, en la qual Satsuma va tenir un paper important.

## Poder i estratègia militar

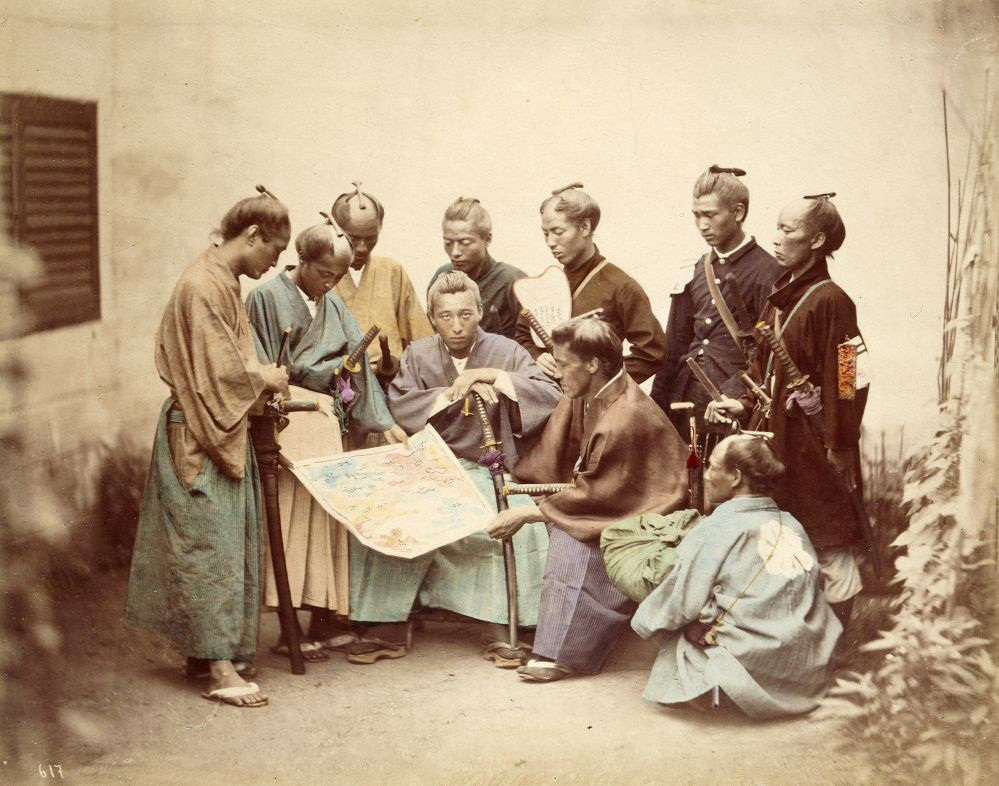
Samurais de la família Shimazu durant la guerra Boshin.

El clan Shimazu va ser cèlebre per la lleialtat dels seus serfs i oficials, especialment durant l'era Sengoku. Algunes famílies de serfs que estaven sota el seu domini, com la dels Ijuin i la dels Shirakawa, s'implicaven plenament sempre que calia vèncer qualsevol oposició al plans d'expansió del clan Shimazu.
Els Shimazu van ser també famosos per ser els primers que varen utilitzar armes de foc, els arcabussos, als camps de batalla del Japó i, posteriorment, els primers a construir-les. Se sap que les seves tàctiques militars eren molt efectives, i els permetia infligir serioses derrotes a exèrcits més nombrosos, particularment durant la campanya per conquerir Kyūshū durant la dècada de 1580. Les seves estratègies incloïen atreure l'enemic a emboscades on tropes armades d'arcabussos els disparaven des d'ambdós flancs, la qual cosa creava un gran pànic i desordre en l'enemic; a continuació es produïa un atac pel centre del gruix de les forces i aconseguien la victòria. D'aquesta manera, els Shimazu van derrotar clans molt més grans com els Itō, Ryūzōji i Ōtomo.

## Membres

### Caps del clan
Són 33 generacions:
1. Shimazu Tadahisa
2. Shimazu Tadatoki
3. Shimazu Hisatsune
4. Shimazu Tadamune
5. Shimazu Sadahisa
6. Shimazu Morohisa
7. Shimazu Ujihisa
8. Shimazu Yuihisa
9. Shimazu Motohisa
10. Shimazu Hisatoyo
11. Shimazu Tadakuni
12. Shimazu Tachihisa
13. Shimazu Tadamasa
14. Shimazu Tadaosa
15. Shimazu Tadataka
16. Shimazu Katsuhisa
17. Shimazu Takahisa
18. Shimazu Yoshihisa
19. Shimazu Yoshihiro
20. Shimazu Tadatsune
21. Shimazu Mitsuhisa
22. Shimazu Tsunataka
23. Shimazu Yoshitaka
24. Shimazu Tsugutoyo
25. Shimazu Munenobu
26. Shimazu Shigetoshi
27. Shimazu Shigego
28. Shimazu Narinobu
29. Shimazu Nariaki
30. Shimazu Nariakira
31. Shimazu Hisamitsu
32. Shimazu Tadayoshi
33. Shimazu Tadashige

### Altres membres
- Shimazu Sanehisa

### Serfs més destacats
- Ijuin Tadaaki (Ijuin Tada'aki)
- Ijuin Tadaao (Ijuin Tada'ao)
- Ijuin Tadamune
- Ijuin Tadazane
- Yamada Arinobu
- Yamada Arinaga
- Saigō Takamori
- Shō Nei, rei de Ryūkyū
- Shō Tai, rei de Ryūkyū